# 公民大会
公民大会（希臘語：Εκκλησία του Δήμου），為古希臘城邦公民為了議事而召開的大會。

## 雅典公民大会

### 历史沿革
以雅典為例，公民大会作为主要的民主议事机构，在公元前6世纪梭伦的立法改革前， 其已经存在，但最低阶级（Thetes）不被接纳，其审议程序由贵族控制。 根据《雅典政制》记载，梭伦通过立法允许所有公民有权进入雅典公民大會。集会地点通常位于普尼克斯、古雅典阿哥拉或狄俄倪索斯剧场。所有年满20周岁且具有完全公民权的雅典成年男性均可参与，获得公民权的条件是父母双方均为雅典公民并完成两年兵役。妇女、外邦人和奴隶因无公民权不得参加，犯有严重罪行被剥夺公民权者（"atimoi"）亦被排除。根据修昔底德《伯罗奔尼撒战争史》记载，出征士兵和偏远地区居民因距离限制难以定期参会。阿提卡最远边界距雅典约45公里，多数选民仅在讨论重大问题时出席。公元前400年民主制度恢复后，开始发放参会津贴（称为"ekklēsiastikon"），以确保达到法定6,000人出席要求。
在公元前5世纪鼎盛时期，雅典民主制度下约有43,000名公民参与决策，其中约1/5（6,000人）是选举年度官员和进行陶片放逐的法定人数。伯罗奔尼撒战争后雅典民主一度衰落。公元前400年左右开始发放参会津贴（最初由阿吉里乌斯提议每日1奥波勒斯，公元前359年增至3奥波勒斯），以鼓励中下层公民参与。
对雅典人来说，这种政府体制的优越性在于任何人都可以提供一项讨论议题，每个人在投票过程中作出自己的选择，这种方法促进了民主的发展。人民控制他们的政府使人们更高兴，因为他们可以坚持自己的意见并发挥作用，而不是通过一个官方团体或专断组织、甚至某个人来代替他们作出选择。

### 职权范围

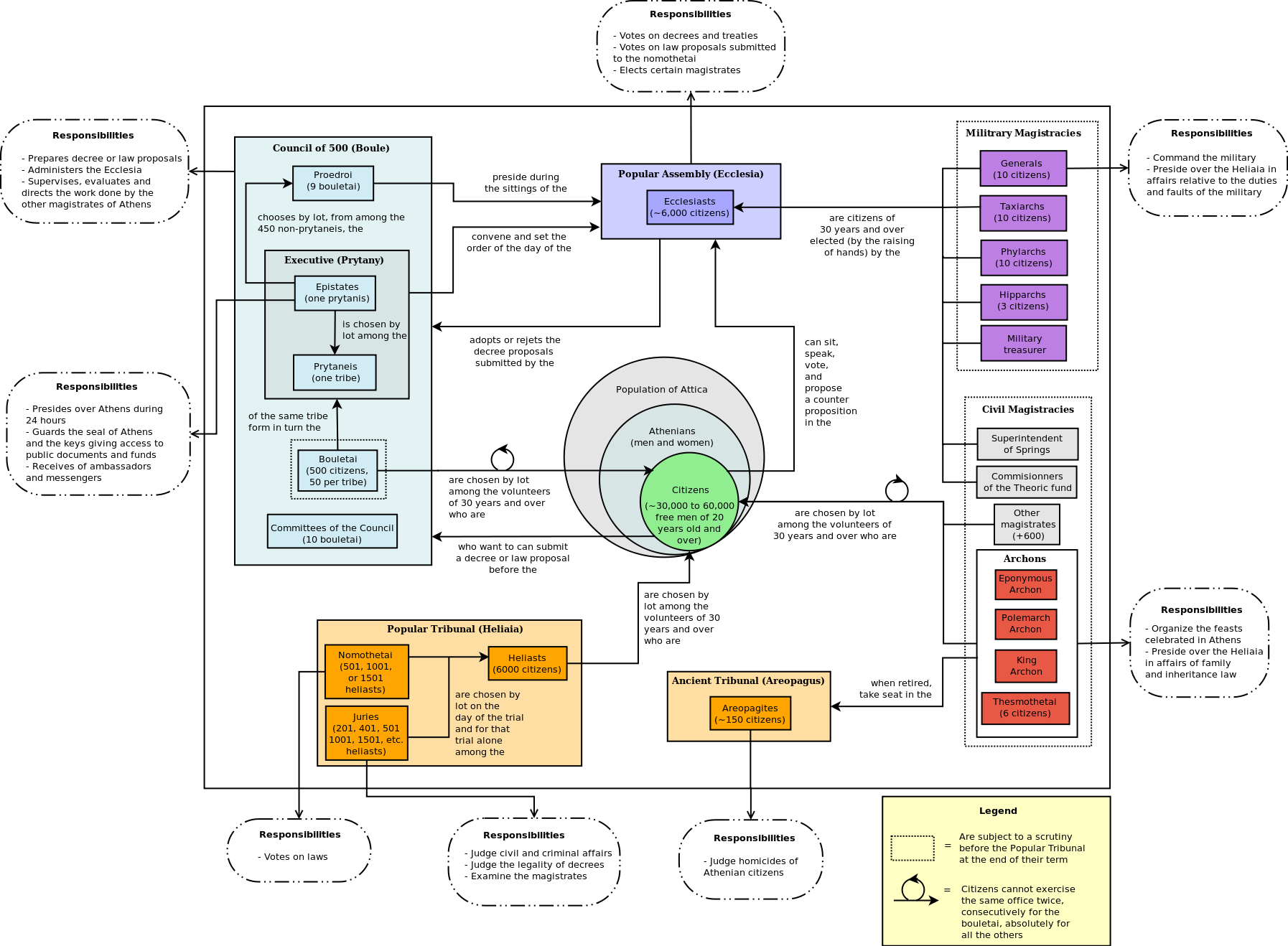
公元前4世纪雅典宪政体系示意图（根据亚里士多德《雅典政制》绘制），公民大会以顶部蓝色框表示

公民大会作为雅典民主的最高权力机构，拥有广泛职权：讨论宪制问题、制定法律、选举军事和财政官员、决定公民/外邦人/奴隶的征召数量、实施死刑/流放/没收财产等刑罚。此外还负责雅典外交政策，决定战争与和平、缔结盟约，接见外国使节并选派本国使节。只有部分官员由雅典集会民主选举产生，大部分通过称为抽签的过程选出。
大会除处理常规政务外，专门负责宣战、制定军事战略、选举十将军等高级官员。每年在10个主席团任期内召开40次常规会议，每个任期的首次会议称为"主会议"。另可召开特别会议（σύγκλητοι）。会议自黎明持续至日落，由当值主席团成员主持，配有传令官和五百人议事会书记员。议程由五百人议事会拟定，该机构同时承担公民代表职能。所有提案需经五百人议事会预先审查，确保大会高效决策。表决多采用举手方式，偶用卵石计数。仅雅典公民享有发言权。

### 强制参会
被称为"斯基泰人"（Σκύθες）的公共奴隶队伍在会议日携带浸染红漆的绳索巡视街道，鞭打未参会者的衣物作为标记。被标记者将蒙受羞辱，且在清洗衣物前不得进行任何法律行为，以此强制公民前往普尼克斯山参会。
该制度与抽签式民主等其他机制共同构成了雅典民主的运作基础。